# Ligyra maracaensis
Ligyra maracaensis är en tvåvingeart som beskrevs av Lamas och Márcia Souto Couri 1995. Ligyra maracaensis ingår i släktet Ligyra och familjen svävflugor. Inga underarter finns listade i Catalogue of Life.